# Giselle Patrón
Marie Giselle Patrón Brunet (Lima, 9 de abril de 1987) es una modelo peruana.

## Biografía
Patrón, de madre francesa, padre peruano y abuelos italianos, nació en Lima. Estudió administración económica y social en Francia.
En 2009 ganó el título Miss Hawaiian Tropic Perú, y el año siguiente ingresó como modelo al programa Habacilar de América Televisión. Patrón participó como Miss Amazonas en el certamen Miss Perú 2011, donde logró obtener el cuarto lugar y los premios "Mejor cabello" y "Miss Personal Training". Gracias a su puesto, participó en el certamen Miss Bikini Internacional 2011, realizado en China, donde consiguió el segundo lugar. En el certamen obtuvo los títulos Miss Charming y Miss Fotogenia.
Seguidamente, volvió a representar a Perú en el certamen Miss Caraïbes Hibiscus 2011, en la Isla de Saint Martin, donde obtuvo los títulos "Miss Captain Oliver's Resort" y Miss Fotogenia.
Giselle posó también para portadas de revistas como SoHo, Maxim de México y Cosas Hombre. Además, tuvo pequeños roles como actriz en televisión.
Durante 2012, Patrón formó parte del grupo de modelos "Las vengadoras".